# Az Év Vendéglőse díj
Az Év Vendéglőse díjat 2001-ben alapította a Magyar Vendéglátók Ipartestülete. A szakma legrangosabb kitüntetését hagyományosan a turizmus évadnyitó fogadásán (február 1.) adják át. 
A díj odaítélésénél az eredményesen végzett munka, a vendéglős társadalmi tekintélyét öregbítő, tisztességes szakmai magatartás és a példamutató közéleti tevékenység alapján döntenek. A díjazott vendéglős szakmájának szeretetével, tudásával példaképül szolgáljon a felnövekvő generációk és a pályatársak számára. Az elismerésre nem csak ipartestületi tagok jogosultak.

## Díjazottak
- 2022 - Kovács Gábor, a Tenkes Csárda tulajdonosa [1]
- 2019 - Pintér Katalin, Gerbeaud Gasztronómiai Kft. egyik tulajdonosa[2]
- 2018 - Dudás Szabolcs és Szilárd, az Anyukám Mondta Étterem tulajdonosai[3]
- 2017 - Meződi Alice, a budai Remíz étterem tulajdonosa[4]
- 2016 – Semsei Rudolf, VakVarjú Éttermek és Budapest Party Service Kft. tulajdonosa[5][6]
- 2015 – Rosenstein Tibor, a Rosenstein Vendéglő tulajdonosa  ·
- 2014 – Csapody Balázs, a balatonszemesi Kistücsök Étterem tulajdonosa  ·
- 2013 – Molnár Attila, az Arany Kaviár Étterem tulajdonosa  ·
- 2012 – Rápolthy István, a hajdúszoboszlói Tuba Tanya tulajdonos–ügyvezetője  ·
- 2011 – Garaczi János, a lajosmizsei Tanyacsárda tulajdonos–ügyvezetője  ·
- 2010 – Radvánszky Attila, a Haxen Királyi Étterem tulajdonos–ügyvezetője  ·
- 2009 – Bíró Lajos, a Bock Bisztró executive séfje  ·
- 2008 – Pinczés Károly, a hajdúszoboszlói Kemencés vendéglő tulajdonosa  ·
- 2007 – Puskás Lajos, a soltvadkerti Anna vendéglő tulajdonosa  ·
- 2006 – Gottwald Sándor, a tatai Hotel Gottwald tulajdonosa  ·
- 2005 – Berkes Gyula, a budapesti Biarritz étterem tulajdonosa  ·
- 2004 – Herz György, a budapesti Belcanto étterem alapító–tulajdonosa  ·
- 2003 – Jakabffy László, a budapesti Alabárdos étterem vezetője  ·
- 2002 – Gombás András, a budapesti Gombás étterem tulajdonosa